# Waktu Lima
Waktu Lima (vertaald: vijf keer) is een religie op het Indonesische eiland Lombok. Het is een variatie op het soennisme, een orthodoxe vorm van islam. Het is een van de religies van de Sasak, de inheemse bevolking van Lombok.